# Braunkohlebergbau Neufeld - Zillingtal - Pöttsching

Der Neufelder See ist ein ehemaliger Tagebau

Vom Beginn des 19. Jahrhunderts bis in die späten 1950er Jahre wurde im Gebiet der heutigen Gemeinden Neufeld an der Leitha, Zillingtal, Zillingdorf, Steinbrunn und Pöttsching im Grenzgebiet von Burgenland und Niederösterreich in mehreren Gruben Braunkohle (bzw. Lignit) im Tagebau und Untertagebau abgebaut. Das Vorkommen war die wichtigste Kohlenlagerstätte im Wiener Becken.
Um 1911 gab es im Bereich Neufeld-Zillingdorf-Stinkenbrunn insgesamt 12 Doppelgruben und 364 Freischürfe. Ein großer Teil der hier gewonnenen Kohle wurde im Dampfkraftwerk Ebenfurth verstromt.

## Geologische Rahmenbedingungen
Das Kohlevorkommen zwischen Neufeld und Pöttsching befand sich am südöstlichen Rand des Wiener Beckens (der sogenannten Wiener Neustädter Pforte) und stammte vermutlich aus dem Pontium. Es entstand wahrscheinlich als Randbildung eines Seen- oder Moorgebietes. Die Kohlenflöze erreichten eine maximale Breite von 600 Metern und waren bis zu 10 Meter stark. Bei Zillingdorf wurde das Kohlevorkommen westlich durch die Mitterndorfer Senke begrenzt.

## Braunkohlebergbau Neufeld an der Leitha

Der Bergbau in Neufeld (links oben) um 1873 (Aufnahmeblatt der Landesaufnahme)

Um 1800 begann der Abbau von Braunkohle im Bereich von Neufeld an der Leitha im damaligen Königreich Ungarn, wobei die Kohle zunächst in einer örtlichen Ziegelei und einer Alaunsiederei verheizt wurde. 1817 erwarb der Majoratsherr Fürst Nikolaus II. von Esterházy die Kohlegrube und verpachtete sie in Folge zusammen mit der Alaunsiederei. Ein wirtschaftlicher Erfolg blieb allerdings vorerst aus, so dass im Jahr 1823 Moritz Graf Fries die Pacht übernahm und das Bergwerk erfolgreich sanierte. Der Absatz stieg in den folgenden Jahrzehnten mit dem Entstehen vieler Fabriken und Ziegelöfen im benachbarten Wiener Becken (Niederösterreich). 1852 wurden 300.000 Zentner Braunkohle gefördert, im selben Jahr wurde das Bergwerk durch den Wiener „Ziegelbaron“ Heinrich von Drasche übernommen. Die Förderung wurde stark erweitert und die Neufelder Kohle vorwiegend für die vielen Ziegelöfen Drasches am Wienerberg verwendet. Ende der 1850er Jahre arbeiteten 524 Personen im Bergwerk, im Jahr 1859 wurden 620.000 Zentner Kohle gefördert. 1860 wurde das Bergwerk an die Firma Figdor und Söhne und Herrmann Christian Wittgenstein verpachtet, wobei der Absatz bis ins Jahr 1866 stagnierte.
1867 waren 310 Männer (und 38 Frauen) im Bergbau beschäftigt, 1872 förderten 490 Bergarbeiter bereits über eine Million Zentner Braunkohle.
Bis 1872 wurde das Bergwerk im Tagbau betrieben, danach der ergiebige Paulschacht angeschlagen. Besonders italienische Arbeitskräfte arbeiteten zu dieser Zeit im Neufelder Bergbau. Ab 1873 konnte die Kohle mit der Pottendorfer Bahn und der Raab-Ödenburg-Ebenfurther Eisenbahn kostengünstiger abtransportiert werden, hierzu wurde eine eigene Stichstrecke ins Revier errichtet, die anfangs als Pferdebahn betrieben wurde. 1885 war die Fördermenge bereits auf zwei Millionen Zentner Kohle gestiegen. Infolge des geringen Brennwertes war die Neufelder Kohle jedoch in zunehmendem Maße nicht mehr konkurrenzfähig und durch Kohle aus dem Ostrauer Revier, Ungarn und Oberschlesien verdrängt. Der Abbau ging in der Folge stark zurück, 1892 stürzte der vormals ergiebige Paulschacht ein. Menschen kamen dabei nicht zu Schaden.
1892 wurden von 222 Männern, 15 Frauen und 32 Kindern wieder 963.000 Zentner Kohle gefördert. Aufgrund der hohen Abbaukosten konnte die Produktion in Folge nicht mehr gesteigert werden, wobei die billigere ungarische Kohle aus Tata sogar von den nahe gelegenen Zuckerfabriken in Siegendorf und Hirm verwendet wurde. Vor allem im Sommer mangelte es nun merklich an Arbeitskräften, wodurch 1902 war die Fördermenge auf 600.000 Zentner sank. Nach mehrmaligem Pächterwechsel ging der Bergbau in den Besitz der Allgemeinen Ungarische Kohlenbergwerks AG über. Der neue Eigentümer legte den Bergbau Neufeld im Jahr 1903 still und ließ die Grube durch Stoppen der Wasserhaltung allmählich fluten.
Die Wiener städtischen Elektrizitätswerke erwarben 1912 die Braunkohlen-Bergbau-Gewerkschaft im nahen Zillingdorf und errichteten zur Nutzung des Dampfkraftwerk Ebenfurth. Nach und nach wurden auch die Braunkohlenlager von Neufeld an der Leitha, Hornstein, Stinkenbrunn, Zillingtal und Pöttsching von der Gemeinde Wien gepachtet oder erworben.
Ab November 1915 wurde das Wasser in der ehemaligen Neufelder Kohlegrube abgepumpt und die Kohleförderung im Dezember 1916 wieder aufgenommen. Es kamen auch Kriegsgefangene zum Einsatz. Nach dem Ende des Ersten Weltkrieges wurde 1919 wurde der Neufelder Tagbau von der kommunistischen Ungarischen Räteregierung beschlagnahmt, diese ließ nur etwa 60 Prozent der hier geförderten Kohle ins abgeschottete Deutschösterreich liefern.
Ein im Jahr 1920 in Betrieb genommener zweiter Tagbau in Neufeld-Landegg unterlag zunächst den gleichen Problemen. Erst nach der Eingliederung des Burgenlands 1921 normalisierten sich die Besitzverhältnisse wieder, nun konnte die Kohle auch direkt an die Elektrizitätswerke in Wien geliefert werden. 1924 wurden die Gruben N1 und N2 zusammen gelegt und es arbeiteten zu dieser Zeit ungefähr 900 Kumpel im Bergbau. Es kamen Eimerketten- und dampfbetriebene Schaufelbagger zum Einsatz. Ab 1928 kam es jedoch zunehmend zu Einschränkungen im Bergbau, einer der Gründe war der zunehmend schlechte Absatz der einen niedrigen Heizwert besitzenden Neufelder Kohle.
Am 3. Juni 1932 waren die Hauptflöze Grube Neufeld ausgekohlt und wurde in Folge geschlossen, das Dampfkraftwerks Ebenfurth folgte im Jahre 1934.
In den Jahren nach dem Ende des Bergbaus wurde die ehemalige Grube wieder geflutet und wird mittlerweile als Neufelder See touristisch genutzt.

## Bergbau Zillingdorf

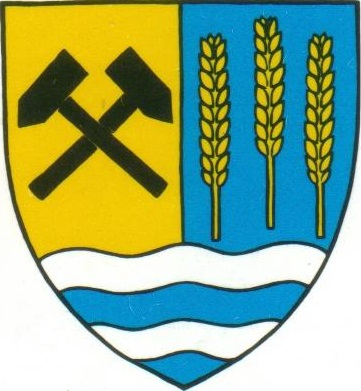
Das Bergbauzeichen findet sich immer noch im Gemeindewappen von Zillingdorf

Bereits im 17. Jahrhundert soll Lignitkohle im Bereich der niederösterreichischen Ortschaft Zillingdorf abgebaut worden sein, gesichert ist ein Abbau ab dem Jahr 1819. Ab 1830 gab es eine erste Blüte des Bergbaus, als sich der Bergbau im Eigentum der „Ziegelbarone“ Alois Miesbach und Heinrich Drasche befand.
Wie in Neufeld wurde auch die Zillingdorfer Braunkohle zum Beheizen der vielen Ziegelöfen am Wienerberg verwendet, wohin sie über den Wiener Neustädter-Kanal transportiert wurde. Ebenso entstand in Zillingdorf selbst eine Ziegelei. In den 1870er Jahren gab Drasche – nachdem er die Transportrechte auf dem Kanal verloren hatte – die Kohleförderung in Zillingdorf auf, das Bergwerk verkam in der Folge immer mehr. 1912 übernahm die Gemeinde Wien die Kohlegrube, modernisierte und intensivierte den Abbau. In den 1920er Jahren erlebte der Bergbau nochmals eine Blütezeit, an die 2000 Arbeiter bauten in drei Tagebauen und einem Grubenbau auf fünf Horizonten Kohle ab.
Die im 1923 abgeteuften „Georg-Schacht“ gewonnene Lignitkohle wurde auf der „Kipp“ gesammelt und über ein umfangreiches Feldbahnnetz in den Spurweiten von 600 und 900 mm zum Dampfkraftwerk im nahen Ebenfurth gebracht und dort verfeuert.
In dieser Zeit entstanden die Arbeiterwohnhäuser der heutigen Siedlung Zillingdorf-Bergwerk. Die Abraumarbeiten in den Tagebauen II und III wurden von der Baufirma Redlich & Berger mittels eines Eimerkettenbaggers mit einer Stundenleistung von 230 m3 durchgeführt. Im Tagbau III wurde neben Kohle auch Tegel für die betriebseigene Ziegelei gewonnen. 1929 (nach anderen Quellen 1931) musste der Bergbau jedoch aus wirtschaftlichen Gründen (u. a. dem geringen Heizwert der Lignitkohle) geschlossen werden. Die ehemaligen Tagebaue sind heute Badeseen.

## Bergbau Pöttsching – Zillingtal

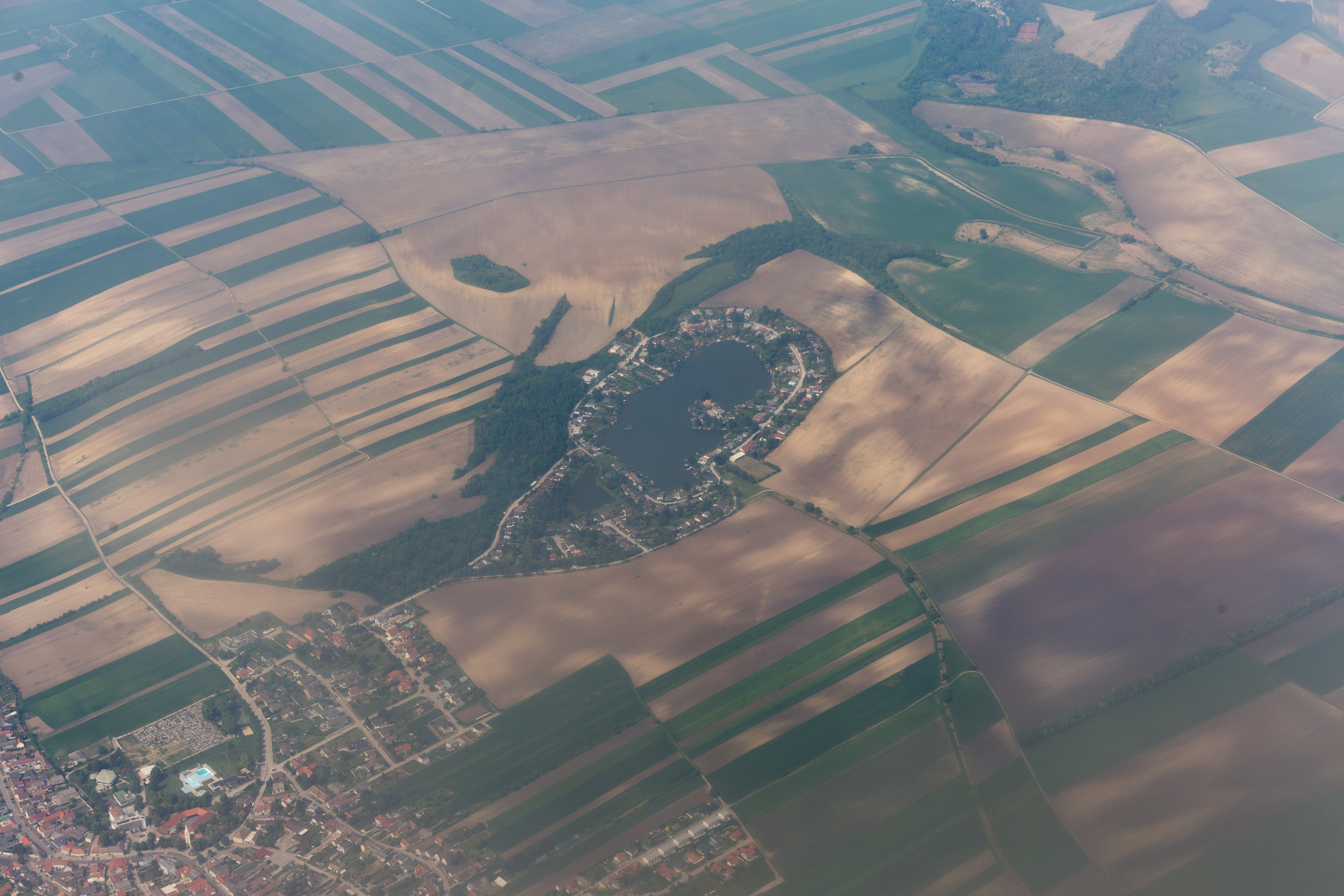
Luftbild des Pöttschinger Sees (2018)

Der 1921 eröffnete Tagebau des sogenannten Pöttschinger Reviers befand sich größtenteils auf dem Gemeindegebiet des benachbarten Zillingtal (kroatisch Celindof). Nach anderen Quellen wurde erst 1925 mit den Abraumarbeiten begonnen. Eine Materialseilbahn brachte die Kohle zur sogenannten „Kipp“ (= Halde) nach Zillingdorf und von dort weiter nach Ebenfurth.
Aufgrund der größeren Überlagerung wurden in den Jahren 1926 bis 1930 mehrere Schächte zum Grubenbau abgeteuft. 1948 wurde der im Jahr 1931 bis 1934 aus wirtschaftlichen Gründen eingestellte Bergbau auf Veranlassung der Burgenländischen Landesregierung durch die Straßenbaugesellschaft STUAG für kurze Zeit wieder aufgenommen, jedoch in Folge mehrmaliger Hangrutschungen in den Jahren 1953 bis 1956 endgültig eingestellt. Aus der Grube entstand der heutige Pöttschinger See.

## Bergbau Steinbrunn
Das Kohlevorkommen im burgenländischen Steinbrunn (ehemals Stinkenbrunn) wurde bereits in den 1830er Jahren abgebaut. Später gehörte der Abbau zum Bergbau Zillingdorf. Ab 1945 wurde von der Gemeinde in kleinem Rahmen ein Abbau in Steinbrunn betrieben, im Jahre 1949 arbeiteten drei Angestellte und 80 Arbeiter im Betrieb. Mit diesem Abbau endete 1958 der letzte Kohlenbergbau in der Region.

## Verarbeitung der Kohle
Die in Zillingdorf und Pöttsching geförderte Kohle wurde durch ein Feldbahnnetz zum Dampfkraftwerk Ebenfurth transportiert, wo sich eine Sortierung befand. Stückkohle wurde für den Hausbrand und die Feuerung von Lokomotiven verwendet, die sog. Mittelkohle zum Verkauf an die Industrie und die Feuerung in den Wiener Kraftwerken Engerthstraße und Simmering. Zur Verarbeitung der Feinkohle wurde eine Brikettfabrik in Ebenfurth errichtet.